# Tóth Sándor (filozófus)
Tóth Sándor (írói álnevei: Ábel Béla, Csökmői József, Lázár György (Tordai Zádorral közösen), Sárréti Sándor;
Berettyóújfalu, 1919. december 6. – Budapest, 2011. március 10.) magyar filozófus, filozófiai szakíró, egyetemi tanár, a filozófiai tudományok kandidátusa.

## Életútja
Középiskolai tanulmányait Temesváron folytatta, 1936-tól a temesvári Magyar Ház keretében működő cserkészcsapat tagjaként fedezte fel Adyt és a népi írókat, ugyanitt ismerkedett meg Szabó Árpáddal, aki nagy hatással volt világnézetének későbbi alakulására. 1937 májusában, közvetlenül az osztályvizsgák előtt öt társával együtt „magyar irredenta összeesküvésben való részvétel” vádjával kizárták az ország összes iskolájából. Abban az évben szülei Aradra költöztek, ahol 1937-től munkás lett egy ottani textilgyárban, majd 1938-tól irodai alkalmazott egy reklámügynökségnél. Ebben az időben kerül kapcsolatba a MADOSZ-szal, majd 1939-ben az illegalitásban dolgozó Kommunista Ifjúsági Szövetséggel. 1941-ben letartóztatták, 15 hónapi börtön után 1944 augusztusáig egy büntetőszázadban dolgozott. Aradra hazatérve, 1945 tavaszáig Aradon, majd Temesváron a MADOSZ, illetve az MNSZ aktivistája, 1946 novemberétől Bukarestben pártfunkcionárius. Közben 1946-ban letette az érettségi vizsgát s beiratkozott a Bolyai Tudományegyetemre, ahol 1950-ben végzett. A filozófia szakon harmadéves korától, 1949-től tanársegéd, majd lektor, folytatólag a BBTE-n 1962-től docens a filozófia, majd a filozófia–szociológia tanszéken. 1972-ben doktorált.
1954–1955-ben Csehi Sárával és Weissmann Endrével társszerzője volt annak a felső pártmegbízás alapján belső használatra készült, több mint 100 oldalas jelentésnek, amely („a burzsoá nacionalizmus megnyilvánulásai és az ellenük való harc a kolozsvári egyetemeken” téma keretében) részletesen feltárta a Bolyai Tudományegyetem helyzetét, az intézménnyel és tudományos személyzetével szemben alkalmazott hátrányos megkülönböztetéseket. (A jelentésnek az OSZK-ba került teljes szövege azóta is kiadatlan.) Tagja volt annak az 1954-ben kezdeményezett és Gaál Gábor egykori tanítványaiból álló csoportnak, amely a politikailag meghurcolt professzor életművét felmérte. A két kötetet kitevő anyagot azonban 1958-ban, már nyomdailag előkészített állapotában az ÁIMK fölöttes szervei leállították, s a szedést beolvasztatták. Tóth Sándor részt vett a Korunk újraindításában, majd 1957-ben tagja lett a folyóirat új folyama szerkesztőségének is, ahol főként koncepcionális-stratégiai kérdésekkel foglalkozott. 1958-ban pártutasításra kizárták a Korunk szerkesztőségéből. 1963–80 között a folyóirat külső munkatársa. 1988-ban áttelepült Magyarországra, 1989-től a budapesti ELTE Szociológiai Intézetének címzetes egyetemi tanára.

## Munkássága
Első írásait 1938–40 között a Temesváron megjelenő 6 Órai Újság, majd a kolozsvári Erdélyi Magyar Szó közölte. 1953-tól, amikor sikerül beiktatni a Bolyai Tudományegyetem Dialektikus és Történelmi Materializmus Tanszékének munkatervébe a Korunk monografikus feldolgozását, s ő ennek a munkacsoportnak (Keszi-Harmath Edittel, Saszet Gézával és Szegő Katalinnal együtt) tagja lesz, munkásságán mint fő téma vonul végig a folyóirat két háború közötti szakaszának és Gaál Gábor hagyatékának feldolgozása: ennek 1957-től a Korunkban egész sor tanulmány, vitacikk, több önálló kötet és szöveggyűjtemény az eredménye. E témakörben tanulmányok egész sorát közölte az Echinox (1970/8–9), A Hét (1971/10, 1977/44, 1981/43–45), Balogh Edgárral való vitáit az Utunk (1964/44, 48), a NyIrK (1977/2). Társszerkesztőként jegyezte – megindulásának 50. évfordulóján – a régi Korunk „fiktív számát” (Szerkesztette Gaál Gábor. Budapest, 1976).
Emellett foglalkoztatták a két világháború közötti időszak kisebbségi szellemi-politikai életének kérdései, és a nemzet-problematika elméleti vetülete is. Az 1970-es évek végétől több termékeny és tisztázó vita kezdeményezője, kitartó résztvevője: hozzászólt az „irodalomközpontúság”-vitához (Korunk, 1970/7), a „vallani és vállalni”-vita kérdésköréhez (Korunk, 1971/12), a transzilvanizmus utókori megítéléséhez (Sárréti Sándor álnéven: Tiszatáj, 1974/8, majd a kérdés újra-felelevenedésekor: A transzilvanizmus színeváltozásairól, in: A II. összehasonlító magyar kisebbségtörténeti szimpózium előadásai. Csíkszereda, 1999). Ott találjuk az 1979–80-ban A szóértés előfeltételeiről címmel a Korunk által a kisebbségi szellemi élet problémáiról megrendezett vitában (Korunk, 1980/1–2. 41–62), majd annak nyomán Aradi Józseffel folytat külön vitát A Hét (1980/36) és a Korunk (1980/9. 671–679. és 1980/10. 756–760) hasábjain. Gaál Gábor művének újraértékelése kapcsán 1989 után Cs. Gyimesi Évával konfrontálódik, e vita tétje Gaál 1946 utáni kritikusi munkásságának és irodalomirányító szerepének eltérő megítélése: Cs. Gyimesi Éva (és mellette Tapodi Zsuzsa) a romániai zsdanovizmus főképviselőjeként bírálja Gaált, ő viszont egyrészt arra figyelmeztet (Korunk, 1991/9, 11, 12), hogy az inkriminált írások egy politikai konjunktúra összefüggésrendszerében (és nem egyediségükben) vizsgálandók, másrészt, hogy az egymást követően manipulált későbbi Gaál-szövegkiadásokból kimaradt mindaz, ami az akkori (1960-as évek végi) ideológiai-politikai konjunktúrával nem volt összeegyeztethető (vö. Gaál Gábor nehéz örökségéről. Korunk 1991/11; Dicsőséges kudarcaink a diktatúra korszakából. 246–247; Pótlás a Gaál-ügyhöz. Cs. Gyimesi Éva szíves figyelmébe. Korunk, 1999/12).
Több filozófiai tanulmányban fordul szembe a korábbi dogmatikus marxista értelmezésekkel: fontosabb tanulmányai: Ellentét és antagonizmus. Kísérlet az ellentétes és közös érdekek dialektikájának megvilágítására (Korunk 1957/5); Francis Bacon az évszázadok távlatából (Korunk, 1961/4); Az időszerű Herakleitosz (Korunk, 1961/8–9); A marxista filozófia keletkezése (I. Cernea Geneza marxismului c. könyvének kritikája. Korunk, 1964/5, 6, 8, 11); Karel Kosik: Dialektika konkretniho (recenzió, StUBB, Series Philosophia, 1968); Hegel és a tanítványok (Korunk, 1970/8); Spinoza – három évszázad távlatából (A Hét, 1977/26–27); Kortársunk, Marx (Ifjúmunkás, 1977/47–52. és 1978/1–6).
Magyarországon élve írásait az Aetas, Élet és Irodalom, Forrás, Hitel, Limes, Magyar Élet, Magyar Hírlap, Magyar Napló, Pro Minoritate, Regio, Valóság, illetve A Hét, Kelet–Nyugat, Korunk, Magyar Kisebbség közli. Főképpen a megbukott rendszer múltjával, a nacionalizmussal és annak két világháború közötti jelentkezési formáival, a nemzetfogalom újragondolásával foglalkozik. E témakörökben fontosabb írásai: Plenaris interruptus, avagy egy rendhagyó bukaresti KB-ülés és kikövetkeztethető háttere (Ábel Béla álnéven, Élet és Irodalom, 1988/46); A balkáni román iskolaügy mára megtagadott öröksége [Guţu, Papacostea, Goga] (Sárréti Sándor álnéven, Hitel, 1989/6); Van-e még kiút a „félnemzetecske”-létből (Ábel Béla álnéven, Limes Nemzetpolitikai Szemle, 1989/1); Pogrom-tanácsadó (Magyar Nemzet 1990. máj. 8.); A polgárosodás buktatói: protekcionizmus és kontraszelekció Nagy-Romániában (1919–1940) (Korunk, 1991/7); Korszerű nemzetmodell – elavult nemzettudat (Valóság, 1991/12); A romániai Fekete Könyv magyarul (Regio, 1993/4); Megjegyzés egy államnemzet apológiájához (Népszabadság, 1993. július 21.); Levél Cseke Péternek arról, hogy mi lehet a „nem lehet” mögött, avagy Tóth Sándor „ceterum censeo”-ja még egy változatban (in: Lehet – nem lehet? Kisebbségi létértelmezések 1937–1987. Marosvásárhely, 1993); Hozzászólás nemzetállam ügyben (Magyar Hírlap, 1994. február 23.); A nacionalizmus színeváltozásai (Gáll Ernő könyvének kritikája, Regio, 1995/1–2); A gyűlölet hullámai (Forrás, 1994/11); Adalék téveszméink újragondolásához (A Hét, 1994/49); Nem politikai közösség, több annál: emberformáló közösség (Magyar Tudomány, 1995/1); Az értelem keresése (Fábián Ernő könyvéről, Magyar Élet, 1995/1); Állam- és nemzetkoncepció a francia típusú alkotmányokban (Magyar Kisebbség, 1995/2); Román zsebkönyv magyaroknak (Miskolczy Ambrus: Eszmék és téveszmék. Aetas, 1995/4); Mit ér a politikai nemzet, ha magyar? (Élet és Irodalom, 1996. márc. 1.); Az érdemi vita fölöttébb üdvös voltáról (Élet és Irodalom, 1996. jún. 7.); Alkotmány-problémák kisebbségi alulnézetből (Pro Minoritate, 1996. nyár); Egy *emlékirat színe és visszája (Gáll Ernő Számvetés c. könyvének kritikája, Regio 1996/8); Néhány román paradoxonról (Magyar Kisebbség 1998/1); A szókimondás optimuma mint történelmi kategória (Tóth Sándor válaszol Beke György kérdéseire. A Hét, 1998/45, 46); Egy félreértés természete (Erdélyi Múzeum, 1999/1–2); Mintha nem is egyazon személyről beszélnénk (Kritika, 2001/38–39); Kis traktátus a nemzetállamról (Regio, 2002/4).

## Kötetei
- G. G. Tanulmány Gaál Gáborról, a Korunk szerkesztőjéről (Bukarest, 1971)
- Jelentés Erdélyből. I. (Párizs, 1977. A párizsi Irodalmi Újság melléklete. Tordai Zádorral közösen, Lázár György álnéven)
- Rólunk van szó. Tanulmányok (Bukarest, 1980)
- Jelentés Erdélyből. II. (Párizs 1990 = Magyar Füzetek könyvei)
- Quo vadis Romania? (Budapest, 1990; folytatásos közlése előzőleg a Kelet–Nyugat 1990/16–18. számaiban)
- A nemzet európai modelljéről (Bukarest, 1993. Századunk. „Tiltott könyvek szabadon”)
- Dicsőséges kudarcaink a diktatúra korszakából (Gaál Gábor sorsa és utóélete Romániában, 1946–1986. Budapest, 1997)

## Munkái idegen nyelveken
- Gaál Gábor. Studiu monografic (ford. Paul Drumaru, előszó Ion Ianosi. Bukarest 1974, Biblioteca Kriterion)
- Jelentés Erdélyből (franciául: Párizs 1977; angolul Witnesses to Cultural Genocide. New York 1979; németül: Bestandaufnahme und Kritik an der Donauraum, h. n. 1980)
- Quo vadis Romania? (ford. Gelu Păteanu, Bukarest, 1990)

## Szerkesztései
- Gaál Gábor: Válogatott írások. III. 1946–1952. Buk. 1971 (utószó: Gaál Gábor filozófiai kollégiumainak sajtó alá rendezéséről)
- Látóhatár. Tizenöt tanulmány. Kolozsvár, 1973
- Szerkesztette Gaál Gábor [A Korunk fiktív száma] (Tordai Zádorral, Budapest, 1976)
- Gaál Gábor: Vidéki történet. Cikkek, 1926–1928 (Bukarest, 1977. Téka)
- Földes László: Elvek és viták. Tanulmányok, cikkek (Láng Gusztávval, Gáspár Sándor bibliográfiájával, uo. 1983 = Romániai Magyar Írók)
- Munkatársa, a filozófiai szócikkek szakszerkesztőjeként, az RMIL I–III. kötetének